# TrollFoci: Ria-Ria-Hungária
A TrollFoci: Ria-Ria-Hungária egy TrollFoci által írt könyv.

## A könyv
A mű elsősorban a 2016-os labdarúgó-Európa-bajnokság élményeiből táplálkozik a magyar labdarúgás szemszögéből, illetve a könyvet szerző adminok szubjektív nézőpontjából. Az Eb-hez kapcsolódó történeteken mellett olvashatunk a hazai amatőr labdarúgás, a "Mennyei megyei" világáról, de fény derül a TrollFoci TV kulisszatitkaira és sok más egyébre is. A kötetnek saját Facebook oldala van. Ez a könyv a második a TrollFoci életében, az első 2014-ben jelent meg Rekop György és az Adminok: TrollFoci címen.

## Szerzők
A könyv a Trollfoci Management Kft. gondozásában jelent meg. Szerzői a TrollFoci adminjai: G., H., K., L., S., Feri, illetve a vendégszerző Firestarter18 fedőnevű blogger. A könyv szerkesztője Csepelyi Adrienn.